# يو هاو
يو هاو (بالصينية: 俞豪) هو لاعب كرة قدم صيني، ولد في 5 سبتمبر 1997 في شانغهاي في الصين. لعب مع نادي شانغهاي إس آي بي جي.

## وصلات خارجية
- يو هاو على موقع قاعدة بيانات كرة القدم.إي يو (الإنجليزية)
- يو هاو على موقع Soccerway.com (الإنجليزية)